# Fayrfax Book

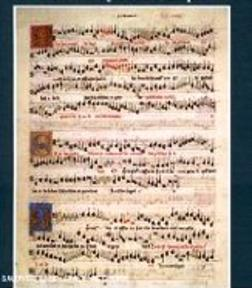
Seite des Fayrfax Book

Das Fayrfax Book, auch Fayrfax Manuscript, ist eine Handschrift auf Pergament, die circa 1505 entstanden ist und musikalische Werke enthält. Es ist nach dem darin enthaltenen Komponisten Robert Fayrfax benannt, beziehungsweise nach der Familie Fayrfax als zeitweiligem Eigentümer der Handschrift. 
Die darin enthaltenen Werke entstammen dem Umfeld des englischen Königshofs. Enthalten sind höfische Liebeslieder sowie geistliche Charols. Die Liebeslieder weisen einen volkstümlichen, teilweise aber auch politischen und satirischen Einschlag auf, die anspruchsvollen Charols unterscheiden sich von der englischen Charol-Tradition sowohl durch ihren Umfang, als auch durch ihre ausgereifte Harmonik. Neben Fayrfax sind unter anderem die Komponisten Gilbert Banester, William Cornysh, William Newark, Richard Davy und Edmund Turges enthalten.
Die Handschrift ist in schwarz-roter Mensuralnotation gehalten, bemerkenswert ist dabei die sorgfältige Textunterlegung. Das Fayrfax Book befindet sich im Besitz der British Library (Add. MS 5465).